# بزم بلشاصر

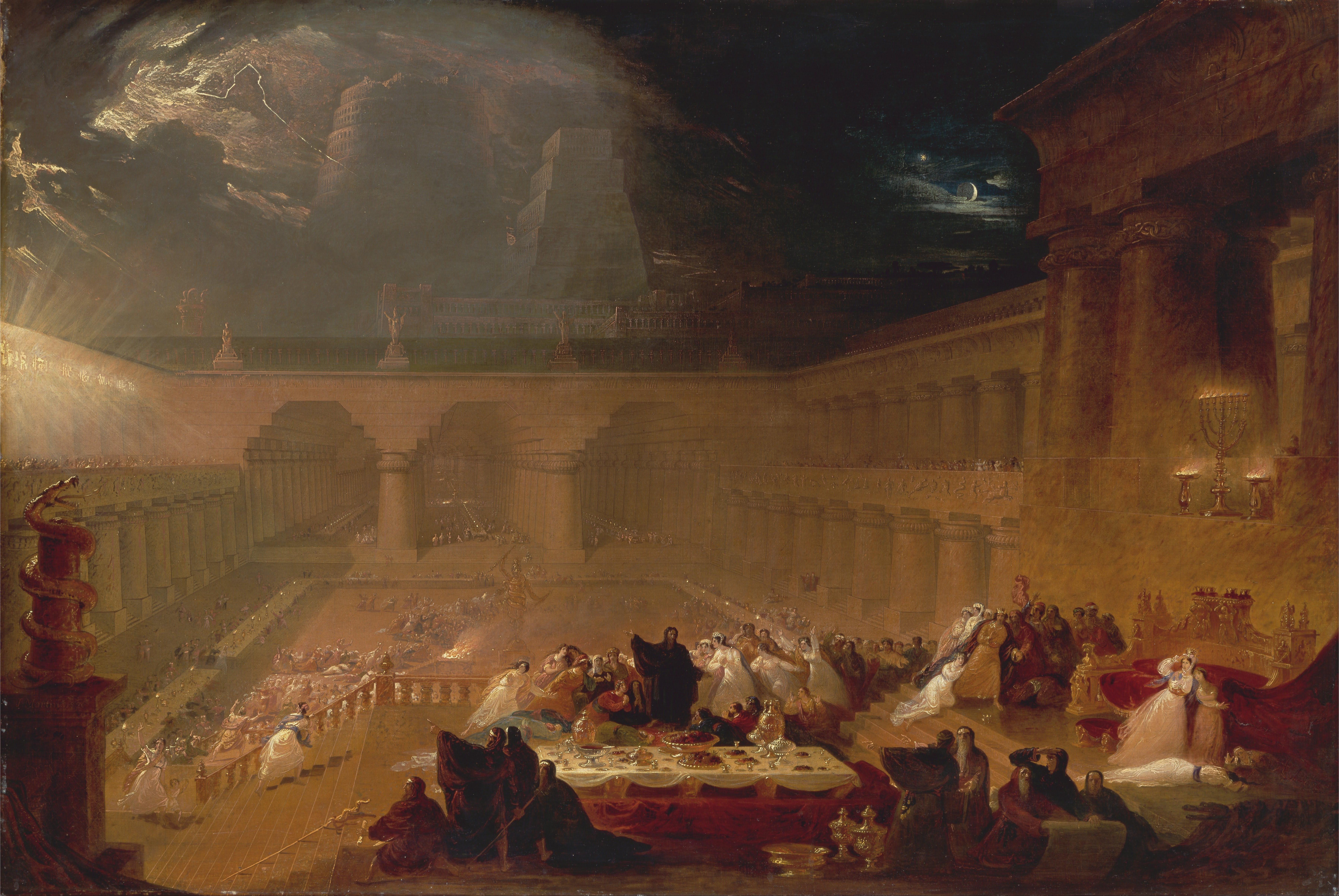
جان مارتین، «جشن بلشاصر»، ۱۸۲۱

بزم بلشاصر (انگلیسی: Belshazzar's feast) یا نوشته‌ای بر روی دیوار، (فصل ۵ در کتاب دانیال)، می‌گوید که چگونه بلشاصر جشن بزرگی برپا می‌کند و از ظروفی که در تخریب معبد اول (هیکل سلیمان) غارت شده بودند، می‌نوشد. دستی ظاهر می‌شود و روی دیوار می‌نویسد. بلشاصر وحشت زده، مردان عاقل خود را فرا می‌خواند، اما آنها قادر به خواندن نوشته نیستند. ملکه به او توصیه می‌کند که به دنبال دانیال که به خردمندی مشهور است، بفرستد. دانیال به بلشاصر یادآوری می‌کند که پدرش نبوکدنصر دوم، هنگامی که مغرور شد، از قدرت به پایین انداخته شد تا اینکه فهمید که خداوند بر پادشاهی انسان‌ها حاکم است (دانیال ۴ را ببینید). بلشاصر نیز به خدا کفر گفته بود، بنابراین خدا این دست را فرستاد. سپس دانیال پیام را می‌خواند و آن را تفسیر می‌کند: خداوند روزهای بلشاصر را شمرده، او را سنجیده و ناتوان یافت، و پادشاهی او به پادشاهی ماد و پارسیان پارسیان داده خواهد شد.
همان شب بلشاصر، پادشاه کلدانی [بابل] کشته شد. و داریوش مادی پادشاهی را دریافت کرد […]

— دانیال ۵:۳۰–۳۱
پیام دانیال تضادی است که بین نبوکدنصر و بلشاصر ارائه می‌کند:
نبوکدنصر نزد خدا متواضع می‌شود، درس خود را می‌آموزد (او به سلطنت نهایی خدای اسرائیل اذعان می‌کند)، و به تاج و تخت خود بازمی‌گردد.
بلشاصر در مقابل، از مثال نبوکدنصر چیزی نمی‌آموزد، به خدا کفر می‌گوید و پادشاهی او به دیگران داده می‌شود.